# マルコ・シュレル
マルコ・シュレル（スロベニア語: Marko Šuler、1983年3月9日 - ）は、ユーゴスラビア (現：スロベニア)・スロヴェニ・グラデツ出身の元同国代表サッカー選手。現役時代のポジションはDF。

## 経歴
2008年3月、スロベニア代表として親善試合・ハンガリー代表戦でデビューを果たした。2010 FIFAワールドカップではグループリーグ全3試合に出場した。2013年までに39試合に出場、2得点をあげた。

## 代表歴

### 出場大会
- スロベニア代表
  - 2010 FIFAワールドカップ

### 試合数
- 国際Aマッチ 39試合 3得点（2008年-2013年）[1]

| スロベニア代表 | 国際Aマッチ | 国際Aマッチ |
| 年             | 出場        | 得点        |
| -------------- | ----------- | ----------- |
| 2008           | 7           | 1           |
| 2009           | 8           | 1           |
| 2010           | 8           | 0           |
| 2011           | 7           | 0           |
| 2012           | 8           | 1           |
| 2013           | 1           | 0           |
| 通算           | 39          | 3           |

## タイトル
トラボグラート
- 2.SNL : 2001-02

ゴリツァ
- 1.SNL : 2004-05, 2005-06

ヘント
- ベルギーカップ : 2009-10

ハポエル・テルアビブ
- イスラエル・カップ : 2011-12

レギア・ワルシャワ
- エクストラクラサ : 2012-13
- ポーランド・カップ : 2012-13

マリボル
- 1.SNL : 2013-14, 2014-15, 2016-17, 2018-19
- スロベニア・カップ : 2015-16
- スロベニア・スーパーカップ : 2014